# Episodi di Casa Keaton (quinta stagione)
La quinta stagione della serie televisiva Casa Keaton, composta da 30 episodi, è stata trasmessa negli Stati Uniti sul canale NBC dal 25 settembre 1986 al 13 agosto 1987.
In Italia è andata in onda su Italia 1 dal 5 giugno 1989 al 14 luglio 1989.
| nº | Titolo originale              | Titolo italiano                | Prima TV USA      | Prima TV Italia |
| -- | ----------------------------- | ------------------------------ | ----------------- | --------------- |
| 1  | Be True to Your Preschool     | Riapre la scuola               | 25 settembre 1986 | 5 giugno 1989   |
| 2  | Starting Over                 | Cominciare da capo             | 2 ottobre 1986    | 6 giugno 1989   |
| 3  | The Freshman and the Senior   | A scuola non s'invecchia       | 9 ottobre 1986    | 7 giugno 1989   |
| 4  | My Back Pages                 | Pagine del passato             | 16 ottobre 1986   | 8 giugno 1989   |
| 5  | Beauty and the Bank           | Un capo in gonnella            | 30 ottobre 1986   | 9 giugno 1989   |
| 6  | Mrs. Wrong - Part 1           | La signora sbagliata - Parte 1 | 6 novembre 1986   | 12 giugno 1989  |
| 7  | Mrs. Wrong - Part 2           | La signora sbagliata - Parte 2 | 13 novembre 1986  | 13 giugno 1989  |
| 8  | The Big Fix                   |                                | 17 novembre 1986  | 14 giugno 1989  |
| 9  | My Brother's Keeper           | Il custode di mio fratello     | 20 novembre 1986  | 15 giugno 1989  |
| 10 | High School Confidential      | Uniti per... l'esame           | 4 dicembre 1986   | 16 giugno 1989  |
| 11 | Paper Lion                    | Un leone di carta              | 11 dicembre 1986  | 19 giugno 1989  |
| 12 | My Mother, My Friend          | Mia madre, la mia amica        | 18 dicembre 1986  | 20 giugno 1989  |
| 13 | O'Brother - Part 1            | O fratello - Parte 1           | 8 gennaio 1987    | 21 giugno 1989  |
| 14 | O'Brother - Part 2            | O fratello - Parte 2           | 15 gennaio 1987   | 22 giugno 1989  |
| 15 | Higher Love                   | Un amore più grande            | 22 gennaio 1987   | 23 giugno 1989  |
| 16 | Architect's Apprentice        | Apprendista architetto         | 29 gennaio 1987   | 26 giugno 1989  |
| 17 | A Tale of Two Cities - Part 1 | Storia di due città - Parte 1  | 5 febbraio 1987   | 27 giugno 1989  |
| 18 | A Tale of Two Cities - Part 2 | Storia di due città - Parte 2  | 12 febbraio 1987  | 28 giugno 1989  |
| 19 | Battle of the Sexes - Part 1  | La guerra dei sessi - Parte 1  | 19 febbraio 1987  | 29 giugno 1989  |
| 20 | Battle of the Sexes - Part 2  | La guerra dei sessi - Parte 2  | 19 febbraio 1987  | 30 giugno 1989  |
| 21 | Band on the Run               | La via del successo            | 26 febbraio 1987  | 3 luglio 1989   |
| 22 | Keaton vs. Keaton             | Keaton contro Keaton           | 5 marzo 1987      | 4 luglio 1989   |
| 23 | A, My Name Is Alex - Part 1   | Mi chiamo Alex - Parte 1       | 12 marzo 1987     | 5 luglio 1989   |
| 24 | A, My Name Is Alex - Part 2   | Mi chiamo Alex - Parte 2       | 12 marzo 1987     | 6 luglio 1989   |
| 25 | 'D' Is for Date               | Il compagno di laboratorio     | 20 marzo 1987     | 7 luglio 1989   |
| 26 | Love Me Do                    | Amami                          | 30 aprile 1987    | 10 luglio 1989  |
| 27 | The Visit                     | La visita                      | 7 maggio 1987     | 11 luglio 1989  |
| 28 | Matchmaker                    | Fare un favore                 | 23 luglio 1987    | 12 luglio 1989  |
| 29 | It's My Party - Part 1        | Di festa in festa - Parte 1    | 6 agosto 1987     | 13 luglio 1989  |
| 30 | It's My Party - Part 2        | Di festa in festa - Parte 2    | 13 agosto 1987    | 14 luglio 1989  |